# Cephaloidophora multiplex
Cephaloidophora multiplex is een soort in de taxonomische indeling van de Myzozoa, een stam van microscopische parasitaire dieren. Het organisme komt uit het geslacht Cephaloidophora en behoort tot de familie Cephaloidophoridae. Cephaloidophora multiplex werd in 1938 ontdekt door D.P. Henry.